# Duecento

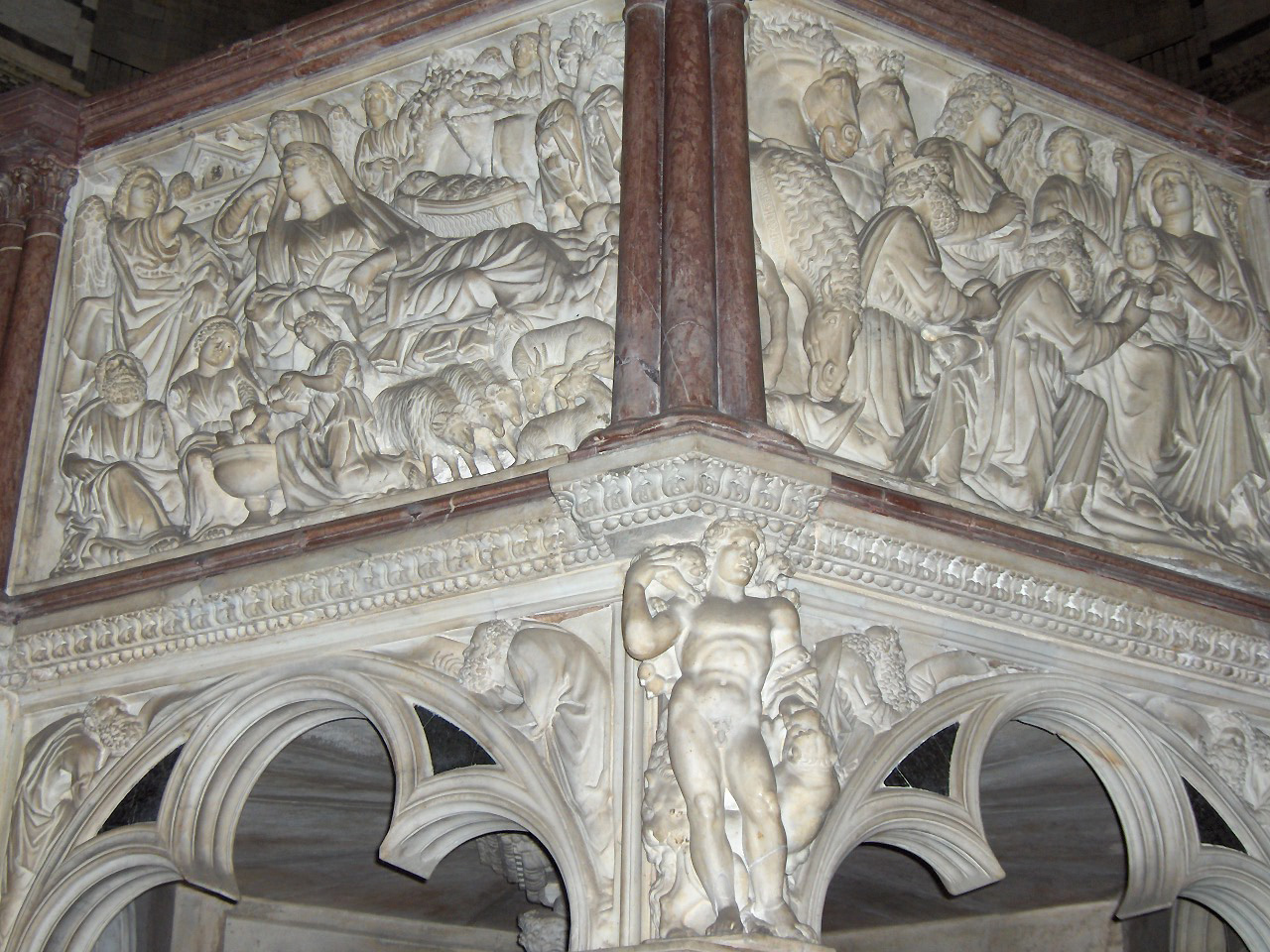
Púlpito del Baptisterio de Pisa, de Nicola Pisano.

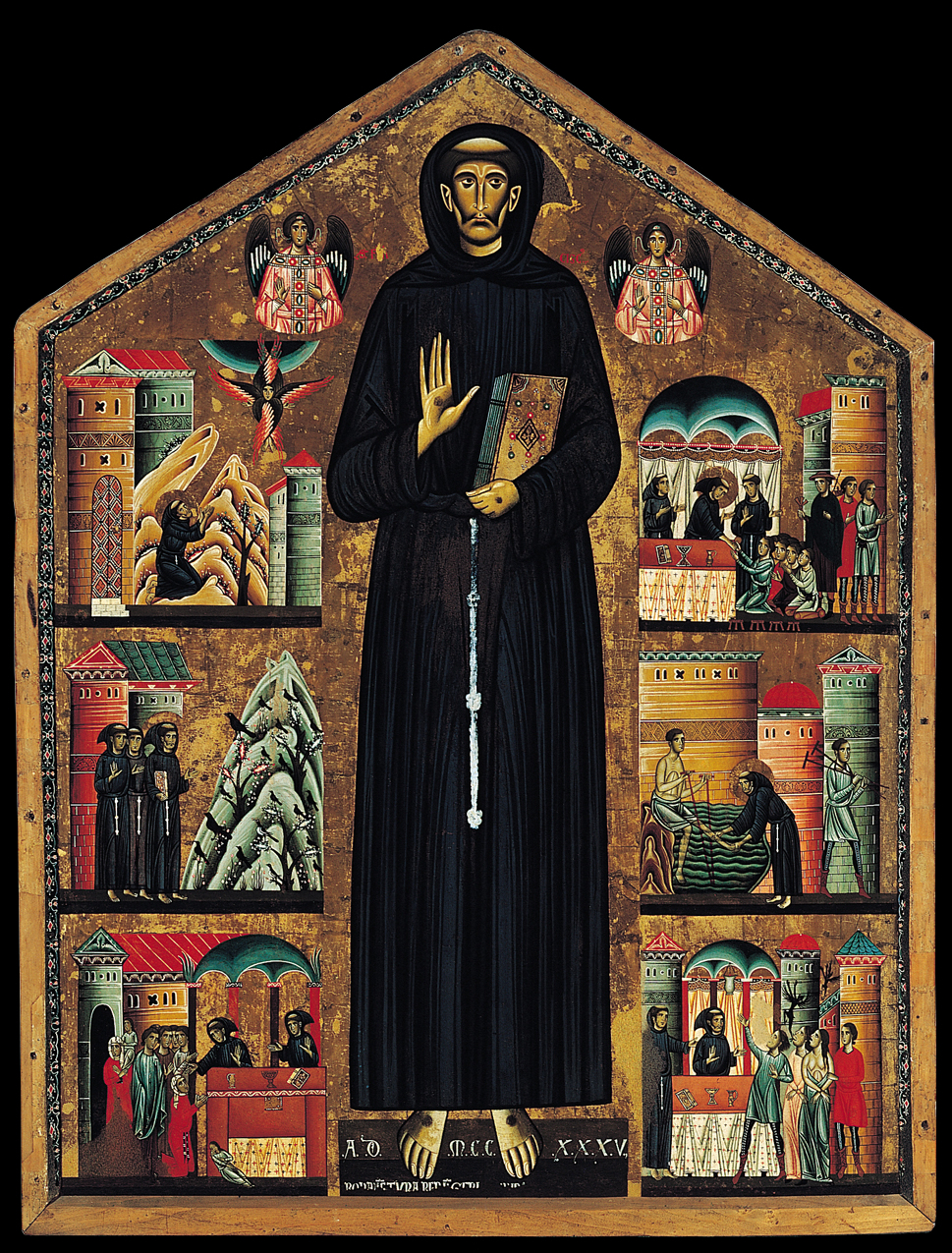
Vida de San Francisco, de Bonaventura Berlinghieri, 1235.

Duecento ("doscientos" en italiano moderno) o Dugento (en su versión arcaica) es la denominación del siglo XIII de la historia de Italia, especialmente de la historia del arte.
Junto al Trecento (el siglo XIV) constituyen el periodo en el que se desarrolla el Gótico italiano, al tiempo que las distintas manifestaciones culturales evolucionaban hacia el Prerrenacimiento.
Florencia fue uno de los más importantes centros artísticos y culturales, así como políticos y económicos. Otros fueron Pisa, Siena, Arezzo, Mantua y Perugia, todos ellos en la región de Toscana.
Las figuras religiosas más importantes fueron San Francisco de Asís, que además de su impacto espiritual también renovó la poesía (Cántico de las criaturas); y Santo Tomás de Aquino, cumbre de la escolástica (Summa Theologiae).
Las principales personalidades culturales del siglo fueron los escritores Jacopo da Vorágine (Leyenda Áurea) o Guittone d'Arezzo (Trattato d'amore -doce sonetos sobre el Ars Amandi de Ovidio-); los pintores Cimabue o Guido da Siena; y los escultores y arquitectos  Nicola Pisano, Giovanni Pisano, Giunta Pisano o Arnolfo di Cambio, entre otros.
Entre la música del Duecento, además de la polifonía denominada Ars antiqua, estuvo la empleada por los llamados trovatori, como Sordello de Mantua.
Ya a finales de siglo XIII y comienzos del XIV desarrollaron su obra dos autores excepcionales: el poeta Dante (Divina Comedia) y el pintor Giotto.

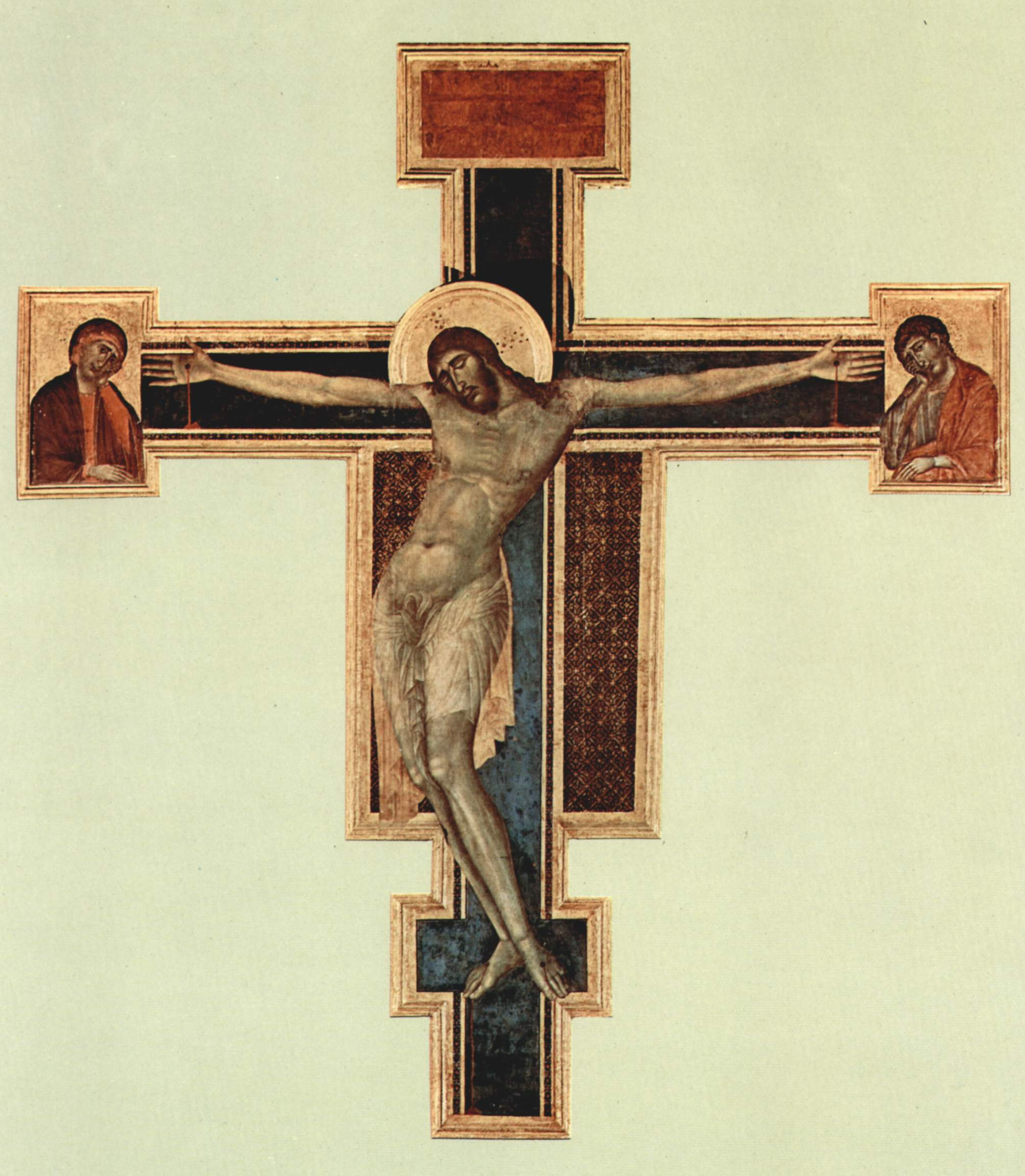
Crucifijo de Santa Croce, de Cimabue.
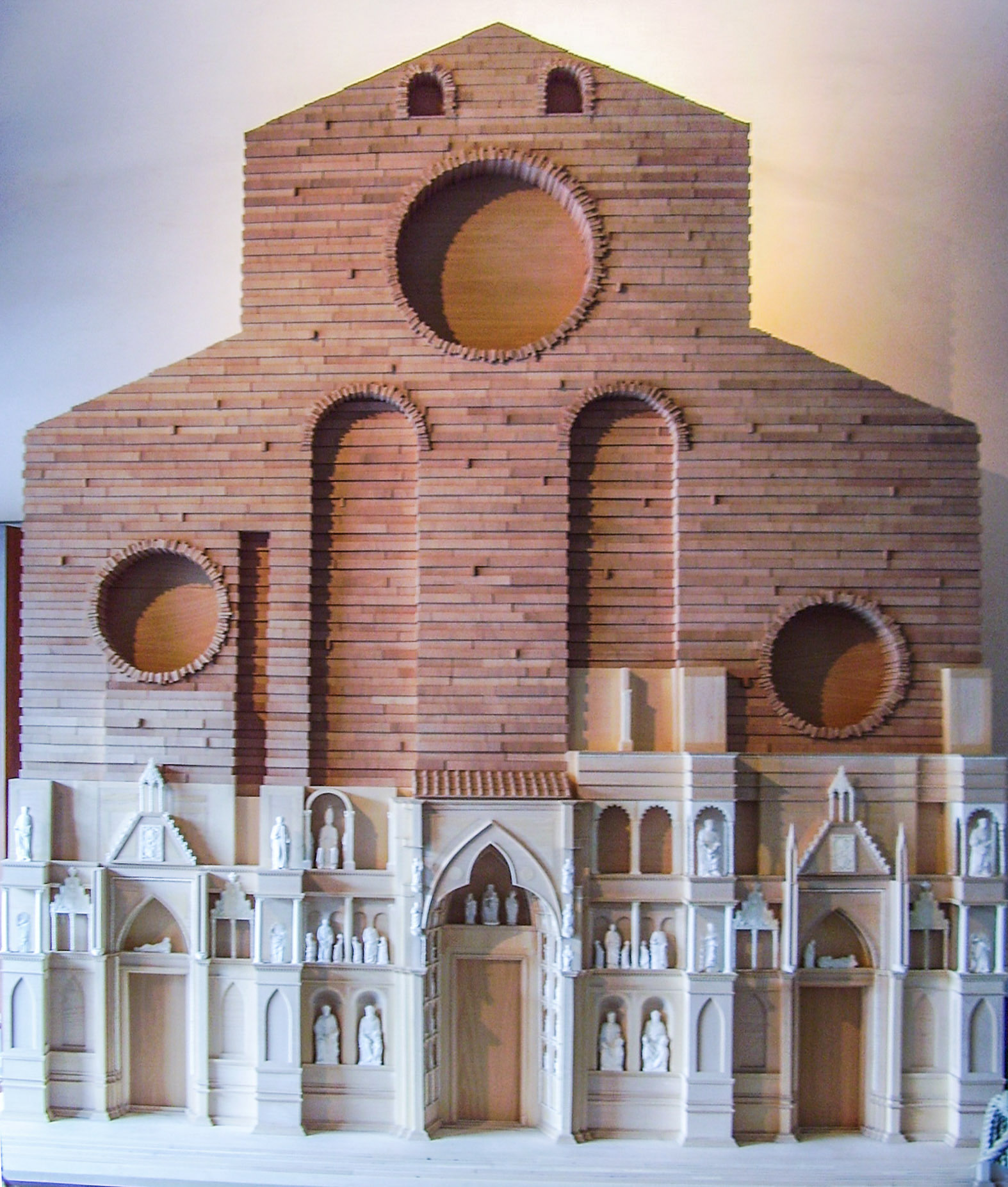
Maqueta del diseño de la fachada de Santa Maria del Fiore, de Arnolfo di Cambio.